# Jerome (Pennsylvanie)
Jerome est une census-designated place située dans le comté de Somerset, dans l’État de Pennsylvanie, aux États-Unis. Lors du recensement de 2020, elle compte 942 habitants.